# Aglaodiaptomus forbesi
Aglaodiaptomus forbesi är en kräftdjursart som först beskrevs av S.F. Light 1938.  Aglaodiaptomus forbesi ingår i släktet Aglaodiaptomus och familjen Diaptomidae. Inga underarter finns listade i Catalogue of Life.